# Táxon extante

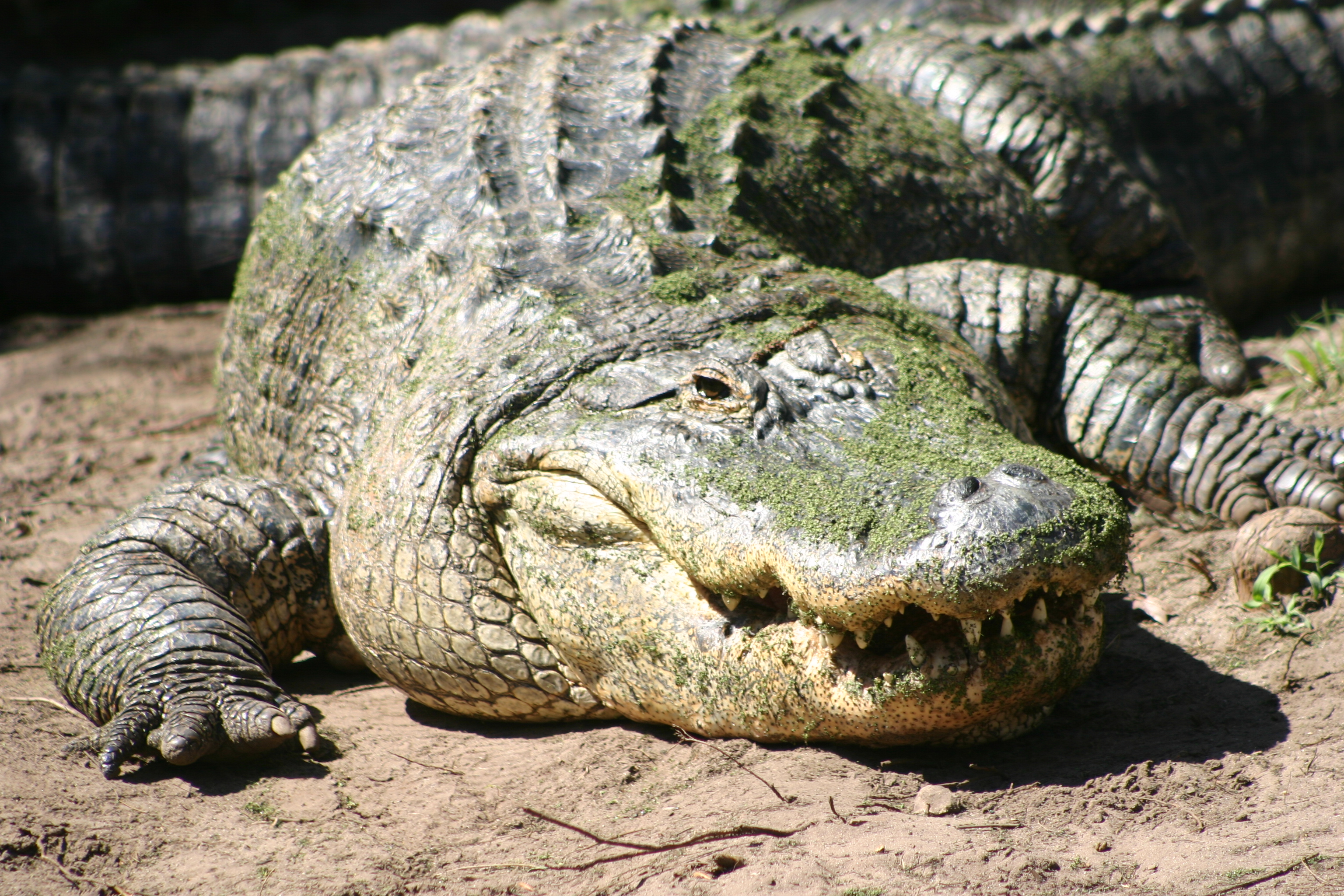
Existiram oito espécies diferentes de jacarés do gênero Alligator. Dessas oito, seis estão hoje extintas, e apenas duas continuam extantes, isto é, existentes ou não extintas: o jacaré-da-china e o jacaré-norte-americano.

Chama-se extante a um táxon (isto é, uma espécie biológica, ou um gênero biológico, ou uma família biológica, etc.) que ainda existe vivo atualmente. Extante é o que não está extinto.
Usam-se os adjetivos extante ou não extinto em contraposição ao termo extinto. Por exemplo, o dodô é uma espécie extinta, enquanto o tubarão-branco é uma espécie extante. 
Em inglês, usa-se o termo extant para se referir a uma espécie não extinta, ou a qualquer outro táxon não extinto. Em inglês, extant é o oposto de extinct. Em português, pode-se usar a palavra extante, usada no meio científico, ou o adjetivo existente. 
Uma espécie considerada extintas que seja redescobertas é chamada de táxon lázaro. 